# 莱加斯皮亚
莱加斯皮亚（西班牙語：Legazpia）是西班牙巴斯克自治区吉普斯夸省的一个市镇。总面积42平方公里，总人口8741人（2001年），人口密度208人/平方公里。